# ثابت سلطان شهاب
ثابت سلطان شهاب أحمد ( - 1993) ضابط عراقي برتبة فريق ركن، مرافق أقدم لوزير الدفاع الأسبق حماد شهاب، ثم آمر كتيبة دبابات، ثم آمر اللواء المدرّع 30، ثم قائد الفرقة المدرعة العاشرة في حرب القادسية الثانية، ثم قائداً للفيلق الرابع، حتى أصبح معاون رئيس أركان الجيش لشؤون العمليات سنة 1987، حين بدأت الحرب العراقية الإيرانية كانت رتبته مقدماً ركناً، قال وفيق السامرائي في كتابه حطام البوابة الشرقية "كتب الفريق الركن صابر الدوري مدير الاستخبارات مذكرة إلى صدام يفيد فيها، ونقلاً عن الفريق الطيار الركن الحكم الحسن العلي، بأن الفريق ثابت قال في مجلس خاص للشرب في نادي كركوك العسكري ” لاندري لمن نقول سيدي ونودي التحية هل لرئيس العرفاء علي حسن المجيد (ابن عم صدام) أم للعريف حسين كامل (صهر صدام)؟ والاثنان مُنحا رتبة فريق أول ركن ” وعلى الفور ومن دون تحقيق أو حتى استفسار أو توضيح من الفريق ثابت تم تنزيل رتبته في 14 تموز 1987 إلى رتبة عميد ركن ونقله من معاون رئيس أركان الجيش للعمليات وسابقاً قائد فيلق إلى آمر اللواء المدرع السادس عشر الفرقة المدرعة السادسة في قاطع شط العرب، ثم أُحيل إلى التقاعد وبواسطة من عمه الشيخ أمين شهاب برتبة لواء متقاعد، بعدها اُعتقل لعام كامل، وفي العام 1993 اختطف هو وسيارته من أحد شوارع بغداد على يد عناصر الأمن الخاص، واقتادوه إلى جنوب بغداد في منطقة زراعية وهناك قتل برصاصتين واحدة في رأسه والاخرى في نحره، ووضعت هوياته الشخصية على صدره."، ينتسب ثابت سلطان إلى عشيرة اللطيفات من ألبو ناصر. وهو ابن أخي حماد شهاب وزوج بنت حردان التكريتي. وابن عم عدنان شريف شهاب.